# Edward Goodrich Acheson

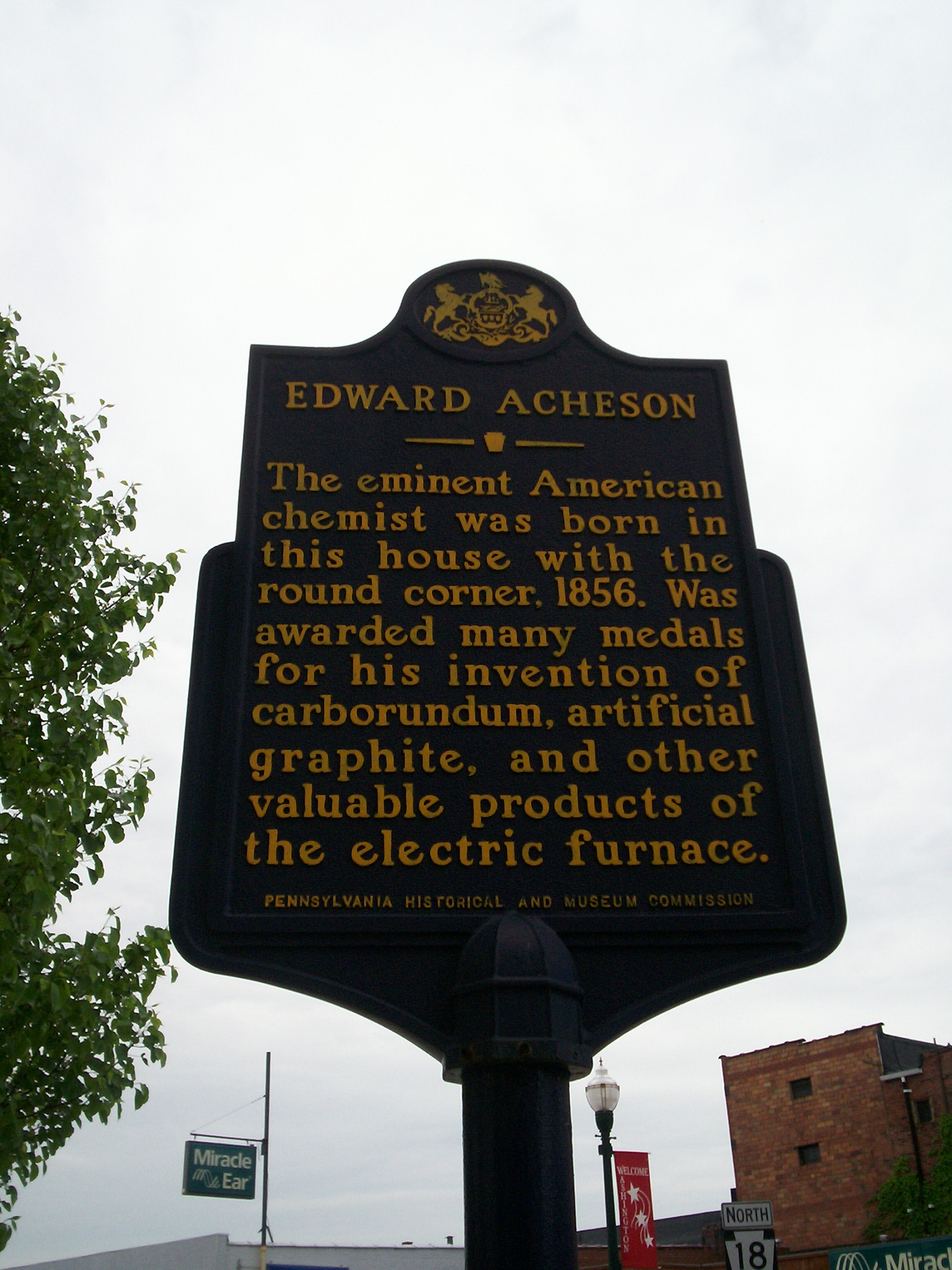
Cartel que marca el lugar de nacimiento de Edward Goodrich Acheson.

Edward Goodrich Acheson (Washington, Pensilvania, 9 de marzo de 1856-Nueva York, Nueva York, 6 de julio de 1931) fue un químico. e inventor estadounidense.
Ayudó a desarrollar la lámpara incandescente y en 1881, instaló las primeras fuentes de luz eléctrica para Thomas Alva Edison en Italia, Bélgica y Francia. Al intentar producir diamantes artificiales, en cambio, creó el sumamente efectivo material abrasivo llamado Carborundo.
Después descubrió que el silicio se vaporiza a partir del carborundo a 4,150 °C, dejando residuos de carbón grafítico, patentando su proceso en 1896. Murió de una enfermedad.